# Phobie sociale spécifique
 (23 mars 2018).
- Si vous ne connaissez pas le sujet, laissez ce bandeau (vous pouvez alors contacter les auteurs).
- Si vous supprimez le contenu mis en cause (vous pouvez préalablement contacter les auteurs),

argumentez précisément cette suppression dans la page de discussion
(un manque de référence n'est pas un argument ; une recherche réelle de référence doit avoir été effectuée, être formellement documentée).
 (mars 2018).
Les professionnels de la santé mentale[Qui ?] distinguent souvent la phobie sociale généralisée de la phobie sociale spécifique. 

## Explication
Les gens qui ont une phobie sociale généralisée souffrent d'une grande détresse dans un large champ de situations sociales[réf. souhaitée]. Ceux avec une phobie sociale spécifique font l'expérience de l'anxiété seulement dans quelques situations. Le terme de « phobie sociale spécifique » peut se référer également à des formes non-cliniques d'anxiété sociale.
Les symptômes les plus communs de la phobie sociale spécifique sont la glossophobie, la peur de parler en public et le trac. Les autres exemples de la phobie sociale spécifique incluent la peur de rencontres sexuelles, d'utiliser les toilettes publiques (la parurésie), aller à des regroupements sociaux et avoir affaire avec des figures d'autorité.[réf. souhaitée]
La phobie sociale spécifique peut être classifiée dans les peurs de réaliser des performances et la peur des interactions, c'est-à-dire les peurs d'agir dans un cadre social et d'interagir avec d'autres gens. La cause de cette phobie sociale n'est pas définie[réf. souhaitée].
Les symptômes de la phobie sociale peuvent apparaître vers la fin de l'adolescence, quand les jeunes évaluent beaucoup l'impression qu'ils donnent à autrui. Les expériences cliniques du pronostic de la phobie sociale montrent qu'elle peut se prolonger sur plusieurs années, mais que cela s'améliore vers le milieu de notre vie[réf. souhaitée].

## Traitement
Le traitement de la phobie sociale implique généralement la psychothérapie, une médication, voire les deux[réf. souhaitée].

### Psychothérapie
La psychothérapie cognitivo-comportementale est couramment utilisée pour traiter la phobie sociale[réf. souhaitée].

### Médication
Les anxiolytiques et les antidépresseurs sont communément prescrits pour traiter le trouble social anxieux. Les inhibiteurs sélectifs de la recapture de la sérotonine tels que la sertraline, la fluvoxamine et a paroxétine sont des médicaments communs qui soulagent la phobie sociale avec succès à court terme, mais ce n'est pas certain qu'ils sont utiles à long terme[réf. souhaitée]. La moclobémide marche également bien pour traiter la phobie sociale à court terme[réf. souhaitée]. Les patients qui ont évité certaines situations devraient faire un gros effort pour devenir exposés à celles-ci en même temps qu'elles sont sous traitement. Les anxiolytiques aident le patient à gérer des situations sociales ou professionnelles avant qu'un traitement avec un effet plus durable soit mis au point et donc ce médicament soulage à court terme, mais les anxiolytiques créent un risque de dépendance. Les anti bêta -adrénergiques aident à contrôler les palpitations et les tremblements qui ne répondent pas au traitement par anxiolytiques.

## Fréquence et distribution
Dans le passé, quand la fréquence était estimée en échantillonnant les cas cliniques psychiatriques, la phobie sociale était considérée comme un trouble rare. Il est maintenant reconnu qu'estimer de cette façon était inapproprié, car les personnes phobiques sociales vont rarement chercher de l'aide psychiatrique, de par la nature même de leur trouble[réf. souhaitée]. Une source plus fiable utilisée maintenant est les sondages.
Des sondages variés montrent que le syndrome de la glossophobie est le type le plus fréquent. Un article basé sur un National Comorbidity Survey montre qu'un tiers des gens phobiques sociaux à vie souffrent également de glossophobie. Un autre sondage avec un échantillon d'une ville canadienne montre que les gens qui pensaient être anxieux dans une ou plusieurs situations sociales, 55 % craignaient de parler devant une large audience, 25 % devant un petit groupe de gens familiers, 23 % de devoir faire affaire à l'autorité, 14,5 % des rassemblements sociaux, 14 % de parler à des étrangers, 7 % de manger devant des gens et 5 % d'écrire en public.